# Айятс-и-Абейя, Жауме
Жауме Айятс-и-Абейя (кат. Jaume Ayats i Abeyà; род. 1960, Вик) — каталонский музыкант и учёный.
Окончил Барселонский университет по отделению каталанской филологии и парижскую Высшую школу социальных наук со специализацией по этномузыковедению. В 1997 году защитил докторскую диссертацию по музыковедению в Автономном университете Барселоны Играл на скрипке в составе Национального оркестра Каталонии. В 2012—2020 гг. директор Барселонского музея музыки. В 2018 г. приглашённый профессор Чикагского университета.
Как исследователь занимается в первую очередь каталонской народной традицией многоголосного пения. Автор монографий «Петь в хоре, петь на фабрике: Хоровые коллективы рабочих в бассейне Тера» (исп. Cantar a la fàbrica, cantar al coro. кат. Els cors obrers a la conca mitjana del Ter; 2008), «Певцы Пальярса. Религиозные песнопения в устной традиции Пиренеев» (исп. Cantadors del Pallars. кат. Cants religiosos de tradició oral al Pirineu; 2010), книги о гимне Каталонии «Жнецы: от эротической песни до государственного гимна» (кат. Els Segadors: de cançó eròtica a himne nacional; 2011) и др.
В 2014 году адаптировал латышскую песню «Saule, Pērkons, Daugava» (композитор Мартиньш Браунс), превратив её в гимн движения за независимость Каталонии (использовав для этого текст стихотворения «Meditació última» каталонского поэта Микеля Марти-и-Поля).